# Anion

Anionul de clor se numește clorură

Anionul este un ion monoatomic (de exemplu Cl-, Br-, I- etc.) sau poliatomic (SO42-) ce poartă una sau mai multe sarcini electrice negative. Există mai multe tipuri de anioni, printre care cei mono, bi și polivalenți. Anionii sunt de obicei obținuți ca urmare a acceptării de electroni prin ionizare.

## Proprietăți
Sub acțiunea curentului electric, anionii se orientează spre polul pozitiv (anod), de unde provine și denumirea lor.